# Lai (poesia)

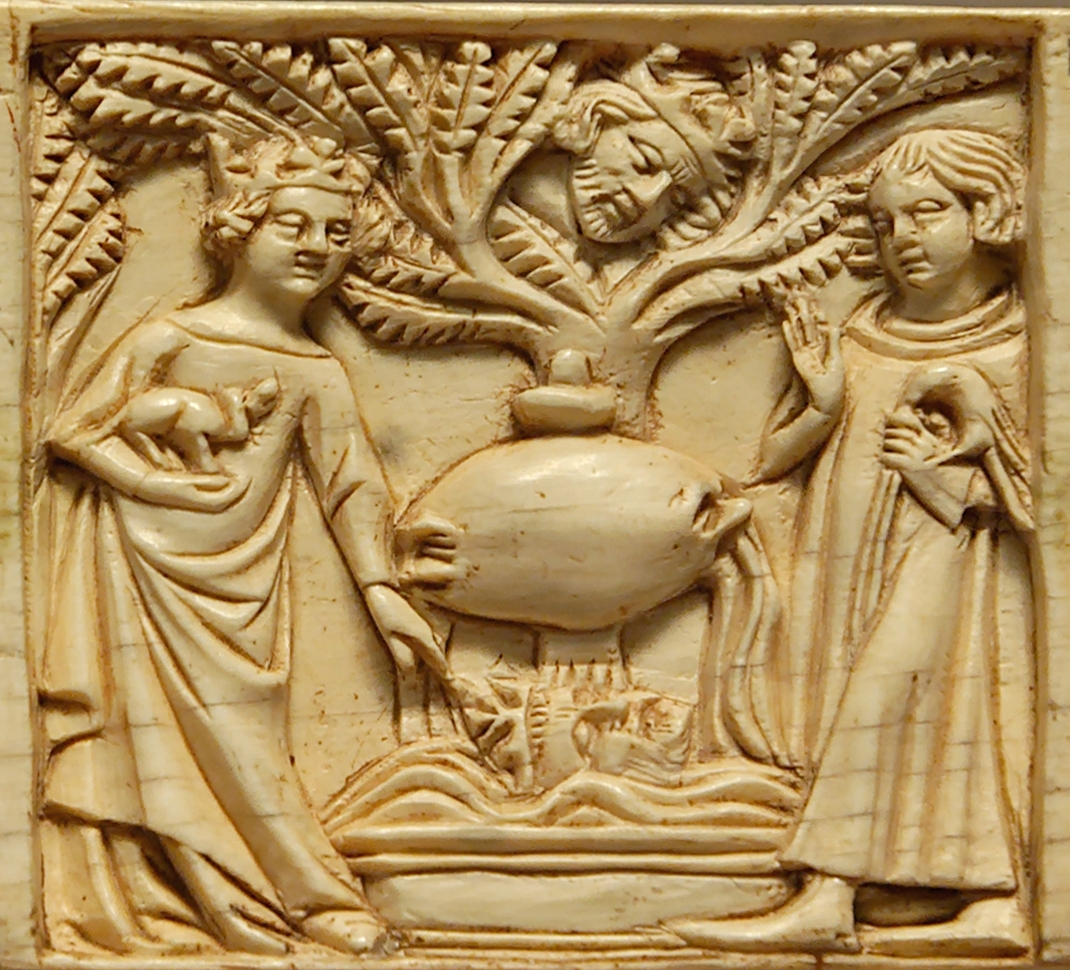
Tristan et Iseut

Il lai (vocabolo francese di origine celtica, recepito in italiano al plurale, ma a volte italianizzato al singolare, con il termine laio) è una forma fissa della poesia del Medioevo, apparsa nel XII secolo e che in seguito designerà generi di poesia assai diversificati.
Nel Medioevo, questa parola era impiegata come sinonimo di chant (o, piuttosto, storia cantata) o di mélodie. Si distingue un lai narrativo, antenato del fabliau, e il lai lirico. Praticato dai trovatori, si diffonde molto nel XIII-XIV secolo nell'Europa settentrionale, soprattutto in Francia e Germania.
La forma poetica del lai di solito ha molte stanze, nessuna delle quali ha la medesima forma. Ne risulta che l'accompagnamento musicale è costituito di sezioni che non si ripetono. Questo distingue la forma del lai da altri tipi comuni di strofe importanti dell'epoca, importanti dal punto di vista musicale (per esempio, il rondeau e la ballade). Verso la fine del suo sviluppo nel XIV secolo, alcuni lai tendono a ripetere le stanze, ma di solito soltanto in componimenti più lunghi. C'è un esempio di lai molto tardivo, scritto per lamentare la sconfitta dei francesi nella battaglia di Azincourt (1415), (Lay de la guerre, di Pierre de Nesson) ma nessuna sua partitura ci è pervenuta.
Ci sono quattro lais nel Roman de Fauvel, tutti di autore anonimo. Il lai pervenne al più alto livello di sviluppo come forma musicale e poetica nell'opera di Guillaume de Machaut. Ci restano 19 lai di questo compositore dell'ars nova del XIV secolo e sono tra le sue composizioni secolari più sofisticate e sviluppate.

## Il lai narrativo
Nell'XI secolo, il lai, in Francia, è intimamente legato al romanzo di avventura, dal quale differisce per l'estensione minore, in altri termini, non è altro che una sua riduzione. Tali sono il lai d'Haveloc di Gaimar, il lai d'Ignaurès di Renaut, i diversi lai su Tristano e Isotta, ecc. ovvero delle narrazioni abbreviate di una leggenda amorosa e drammatica o uno dei suoi episodi.
Il lai è dunque per sommi capi sinonimo di fabliau, con la differenza che il lai è intriso di sensibilità e malinconia, mentre il fabliau si apre più volentieri al brio e al goliardismo (gauloiserie). In questo senso, il lai narrativo è considerato uno dei precursori del genere letterario della novella.
Il lai, sotto questa forma di narrazione romanzesca, è soprattutto rappresentato, nel XII secolo, da Maria di Francia. Il soggetto dei dodici lais conservati sotto il suo nome è quasi sempre derivato dalla materia di Bretagna, con l'obiettivo di perpetuarla. Un autore del tempo affermava che piaceva molto a conti, baroni e cavalieri e soprattutto alle dame. Il sentimento tenero e la malinconia impressa da Maria di Francia al genere è perfettamente rilevabile in questo passo del Lai du chèvrefeuille in merito a Tristano e Isotta:

## Il lai lirico
Come quelli di questa epoca, i lai di Maria di Francia sono in ottosillabi e tutti in couplets a rima baciata. Presto, invece di essere una narrazione continua, il lai diventa una canzone propriamente detta, con stanze distinte, se non addirittura con ritornello. Il Lai de la dame du Fael, dello stesso secolo, già soddisfa questa doppia condizione della canzone.
Utilizzata dai trovatori, ottiene una grande diffusione nel XIV secolo, dandosi delle regole fisse e precise con Guillaume de Machaut: diviso in due parti di otto versi, ogni ottava è suddivisa anch'essa in due parti che formano un quarto della strofa. Ogni quarto di strofa, a rime baciate, è eterometrico, cioè è costituito da versi di lunghezza differente (di solito sette e quattro sillabe). La usavano Eustache Deschamps e Jean Froissart.
A partire dal XV secolo, il lai finì per essere confuso con il virelai, l'ultima trasformazione artificiosa e dotta, poi cadde in disuso.

## Compositori di lais
- Adam de Givenchi
- Carlo I d'Angiò
- Carlo di Valois-Orléans
- François Villon
- Gautier de Coincy
- Gautier de Dargies
- Guillaume de Machaut
- Guillaume le Vinier
- Marie de France
- Philippe de Vitry (incerto; i lavori a lui attribuiti potrebbero essere anonimi)
- Tannhäuser
- Thomas de Herier